# Geisingen
Geisingen är en stad i Landkreis Tuttlingen i regionen Schwarzwald-Baar-Heuberg i Regierungsbezirk Freiburg i förbundslandet Baden-Württemberg i Tyskland.
Staden ingår i kommunalförbundet Immendingen-Geisingen tillsammans med kommuen Immendingen.